# Tre klaverstykker opus 53
Tre klaverstykker opus 53 is een verzameling composities van Agathe Backer-Grondahl voor piano solo. De bundel werd op 19 maart 1901 uitgegeven door Warmuth Musikforlag (nrs. 2531-2533). 
De drie gebundelde werkjes zijn:
1. Serenade in allegretto grazioso in As majeur in 6/8-maatsoort
2. Albumblad in allegro leggiero in E majeur in 2/4-maatsoort
3. Valse caprice in grazioso in F majeur in 3/4-maatsoort

De componiste speelde tijdens een Finse concertreis in oktober 1901 diverse malen een Valse caprice vanuit manuscript; het is onduidelijk of dit opus 53.3 is of een deel uit opus 64. Opus 53 namelijk al voorhanden in drukvorm en opus 64 zou pas in 1904 verschijnen. De componiste liet echter vaker werken op de plank liggen om ze pas later (officieel) uit te geven.